# 안전발판
승강장 안전발판(Gap Zero)은 도시 철도 승강장에서 사용하는 안전 장치를 말한다.
서울특별시 도시기반시설본부 도시철도건축부에서 개발한 지하철 승강장의 안전발판으로, 승강장 바닥 연단과 전동차의 충돌방지를 위해 이격한 틈새로 승․하차시 발빠짐 등의 안전사고 발생을 해소하게 되었으며.
곡선정거장에서 필연적으로 발생되는 이격거리로 인한 안전문제를 해결한 안전장치이다.
2009년 승강장과 전동차량과의 틈새를 메울 수 있도록 승강장 바닥에서부터 자동 발판이 차량쪽으로 나오도록 틈새제로의 자동발판이 개발되었으며
신길역에 대한민국 최초로 승강장 안전발판(Gap-Zero) 설치 완료되었다.